# Viljakkala
Viljakkala är en före detta kommun i landskapet Birkaland i Västra Finlands län. Viljakkala hade 2 080 invånare (31.12.2005)  och hade en yta på 224,7 km².
Kommunen upphörde den 1 januari 2007. Den sammanslogs med staden Ylöjärvi till den nya staden Ylöjärvi.

## Historia
Det har funnits permanent bosättning i trakten runt Viljakkala redan på 800–1000-talet.
På 1840-talet byggdes Viljakkala kyrka, ritad av Carl Ludvig Engel.
Viljakkala blev en självständig kommun år 1874. 1 januari 1993 överfördes kommunen från Åbo och Björneborgs län till Tavastehus län.